# Nersac
Nersac és un municipi francès del departament del Charente i la regió de la Nova Aquitània.